# Ізабелін (гміна Крамськ)
Ізабелін (пол. Izabelin) — село в Польщі, у гміні Крамськ Конінського повіту Великопольського воєводства.
Населення — 317 осіб (2011).
У 1975-1998 роках село належало до Конінського воєводства.

## Демографія
Демографічна структура станом на 31 березня 2011 року:
|          | Загалом | Допрацездатний вік | Працездатний вік | Постпрацездатний вік |
| -------- | ------- | ------------------ | ---------------- | -------------------- |
| Чоловіки | 154     | 35                 | 104              | 15                   |
| Жінки    | 163     | 51                 | 89               | 23                   |
| Разом    | 317     | 86                 | 193              | 38                   |